# Gadolinium
Gadolinium (opkaldt efter Johan Gadolin) er det 64. grundstof i det periodiske system, og har det kemiske symbol Gd: Under normale tryk- og temperaturforhold optræder dette lanthanid som et skinnende hvidt metal.

## Egenskaber
Gadolinium er et sølv-hvidt smedeligt og strækbart metal i gruppen af sjældne jordarter. Det krystalliserer i en hexagonal, tætpakket alfaform ved stuetemperatur, og omdannes til sin betaform når det opvarmes til 1508 K. Betaformens krystalstruktur er f-centreret kubisk.
I modsætning til andre sjældne jordarter er gadolinium relativt stabil i tør luft, men det bliver hurtigt mat i fugtig luft, hvor der dannes et løstsiddende oxid som falder af, hvorved mere overflade eksponeres. Gadolinium reagerer langsomt med vand og er opløseligt i fortyndet syre.
Gadolinium bliver superledende under en kritisk temperatur på 1,083 K. Det er kraftigt magnetisk ved stuetemperatur og har ferromagnetiske egenskaber ved lavere temperaturer.

## Tekniske anvendelser
Gadolinium indgår i gadolinium-yttrium-granat; et stof der anvendes inden for mikrobølge-teknikken. Et lignende stof, gadolinium-gallium-granat, har fremragende optiske kvaliteter, som udnyttes i optiske og magneto-optiske komponenter. Andre gadoliniumforbindelser bruges i billedrør til farve-TV og monitorer, og gadolinium indgår også i produktionen af cd'er og i hukommelses-kredsløb til computere.
Gadolinium indgår i et antal legeringer med jern og krom, hvor så lidt som 1 procent gadolinium markant forøger legeringens modstandsdygtighed overfor iltning og høj varme.

### Anvendelse i kernekraft
Gadolinium bruges også til kernekraft-relaterede formål: I kernereaktorer til atomubåde tilsættes det fissible brændsel gadolinium, hvilket til at begynde med dæmper aktiviteten i reaktoren. Efterhånden som brændslet forbruges, henfalder gadoliniummet, så fissionsprocesserne fortsat kan forløbe i jævnt "tempo". Det giver reaktoren mulighed for at fungere længe mellem hver "optankning" med nyt brændsel. I den såkaldte CANDU-reaktor benyttes gadolinium som en sekundær nødstop-anordning.

### Medicinsk anvendelse
Indenfor lægevidenskaben udnyttes stoffets paramagnetiske egenskaber som intravenøst kontrastforbedringsmiddel ved MR-scanning. [kilde mangler]
I røntgen-apparater indgår gadolinium i det fosforescerende stof der omsætter røntgenstrålerne til et billede i synligt lys: Sådanne stoffer "udnytter" op mod 20% af den røntgenstråling der træffer dem, og viser billedet i grønt lys.
Gadoliniumoxyortosilikat fungerer som scintilligraf i apparater til medicinsk positronemissionstomografi, samt i detektorer for neutronstråling.

## Forekomst og udvinding
Gadolinium optræder aldrig som frit metal i naturen, men bundet i kemiske forbindelser i form af mineraler som monazit and bastnasit. Man udvinder metallet ved ionbytning eller ved at reducere vandfrit gadoliniumfluorid med metallisk calcium.

## Historie
I 1880 fandt den schweiziske kemiker Jean Charles Galissard de Marignac gadoliniums spektrallinjer i prøver af mineralet gadolinit samt didyum; en naturlig legering af praseodym og neodym som man længe troede var ét grundstof. I 1886 udskilte hans franske kollega Paul Émile Lecoq de Boisbaudran gadolinia; et oxid af gadolinium. Rent gadolinium er først blevet fremstillet i nyere tid.

## Isotoper af gadolinium
Naturligt forekommende gadolinium består af de fem stabile isotoper 154Gd, 155Gd, 156Gd, 157Gd og 158Gd, samt isotoperne 152Gd og 160Gd, som dog har så lange halveringstider (henholdsvis 1,08·1014 og 1,3·1021 år) at de i praksis kan betragtes som stabile. Blandt de øvrige 28 radioisotoper skiller 150Gd sig ud med en halveringstid på 1,79 millioner år, mens alle de øvrige isotoper har halveringstider under trekvart århundrede.